# 好茶村
好茶部落（漢譯古茶布鞍或家者惹也社）是臺灣屏東縣行政區隸屬霧台鄉的其中一個村。位置在中央山脈大武山山區背脊面，分為Shikiparichi（古好茶）、無人常住的國定古蹟與文化景觀－好茶舊社（舊好茶）、Tulalegele（新好茶）、古查布鞍（新新好茶），部落居民大多為台灣原住民魯凱族。1970年代舊好茶村搬遷隘寮南溪岸旁的新好茶村，2009年因八八風災淹沒新好茶而於2010年與三地門鄉大社村、瑪家鄉瑪家村的居民一同遷至瑪家鄉瑪家農場的成立禮納里部落（行政區各自隸屬原鄉鎮）。

## 歷史

### 舊好茶
在當地世代流傳的口述傳說中，七百多年前好茶當地人的始祖Puraruyan從臺東地區的Shikiparichi（位於太麻里的Tavoari和今天的知本地區之間，即古好茶）帶著一隻台灣雲豹前來霧頭山狩獵；當他們來到Kucapungane附近的Karuskang時，雲豹喝到了當地瀑布甘甜的山泉水便不願再度啟程前行。始祖於是在當地勘查環境，並確認該地為適合居住之地；後來，他回到部落帶領族人越過中央山脈前來這被稱作Kucapungane的地方定居。該地因此被稱為「雲豹的故鄉」，當地的魯凱人也自稱「雲豹的傳人」，並以雲豹為其神獸，復訂下禁獵雲豹的習俗。該地即為好茶舊社，又稱舊好茶，位於霧台鄉西南隅、南隘寮溪北側的一處陡峭懸崖，標高約在海拔950公尺到1050公尺之間，以其石板屋建築文化聞名，現也被立為國定古蹟。
日後，因人口增加、部落規模擴大，當地部分居民開始移居至附近成為阿禮、霧台與神山等社群。好茶部落亦普遍認為為魯凱族發源地之一。此外，當地居民過去也曾為爭奪資源與其西南及西北的達來、馬兒、排灣等部落相互征戰與獵首。

### 新好茶
1980年，臺灣省政府經評估後，特地以地形不適居住為由，將其整魯凱部落遷村至南隘寮溪、好茶溪交會口東岸一個名為Tulalegele的地方，並結合舊村規劃為屏東縣原住民文化園區重要據點，該地被稱為新好茶，惟新居場所地處偏僻，且為古代魯凱、排灣族的戰場，被視為不祥之地，且仍有土石流威脅及年輕人力外出就業等社會問題。
1993年，經濟部水利署預計動工興建瑪家水庫。因好茶村處於瑪家水庫的影響範圍之內，為配合興建計畫，中華民國政府曾嘗試要求好茶村居民配合遷村。但由於瑪家水庫使用期間只有10年，且大武山屬於生態敏感帶，一旦開發將使生態區內許多特有生物棲地受到嚴重衝擊。而鬆軟的地質在開發水庫後如遇大雨，將可能造成崩塌，危及附近居民的生命財產。好茶村居民曾經聯合各界發起請願要求以大武山生態園區取代瑪家水庫。反瑪茶水庫的請願運動者台邦‧撒沙勒亦曾經率員至屏東縣政府以和平唱歌跳舞的方式表達反對瑪家水庫興建的決心，並因而被屏東地方法院以違反集會遊行法為由判處拘役五十天得易科罰金。台邦‧撒沙勒的判決喚起了各界的注意力，並使排灣族、魯凱族的原住民和環保人士結合以反對瑪家水庫。並最終使水利署做出讓步，停止興建瑪家水庫。

### 新新好茶
八八風災過後，新好茶再度遷村至瑪家鄉禮納里，成為霧台鄉的飛地，是為新新好茶。而原來的新好茶，已遭滅村，除了位於最高地勢的好茶教會外，全遭掩埋。

## 連結
- 好茶村-雲豹的部落的Facebook專頁
- 屏東縣霧台鄉好茶社區發展協會的Facebook專頁
- 原住民族電視台（页面存档备份，存于）
- 古蹟建築 - 臺灣建築史